# Sarsia brachygaster
Sarsia brachygaster är en nässeldjursart som beskrevs av Grönberg 1898. Sarsia brachygaster ingår i släktet Sarsia och familjen Corynidae.
Artens utbredningsområde är Norra Ishavet. Inga underarter finns listade i Catalogue of Life.